# Esqui cross-country nos Jogos Olímpicos de Inverno de 1932
O esqui cross-country dos Jogos Olímpicos de Inverno de 1932 consistiu de dois eventos: 18 km e 50 km. Ambas foram disputadas apenas por homens nos dias 10 (50 km) e 13 de fevereiro (18 km).

## Medalhistas
Masculino
| Evento         | Ouro                        | Prata                         | Bronze                       |
| -------------- | --------------------------- | ----------------------------- | ---------------------------- |
| 18 km detalhes | Sven Utterström SWE Suécia  | Axel Wikström SWE Suécia      | Veli Saarinen FIN Finlândia  |
| 50 km detalhes | Veli Saarinen FIN Finlândia | Väinö Liikkanen FIN Finlândia | Arne Rustadstuen NOR Noruega |

## Quadro de medalhas
| Ordem | País          | Medalha de ouro | Medalha de prata | Medalha de bronze |   |
| ----- | ------------- | --------------- | ---------------- | ----------------- | - |
| 1     | FIN Finlândia | 1               | 1                | 1                 | 3 |
| 2     | SWE Suécia    | 1               | 1                |                   | 2 |
| 3     | NOR Noruega   |                 |                  | 1                 | 1 |
| TOTAL | TOTAL         | 2               | 2                | 2                 | 6 |

## Países participantes
Esquiadores da Áustria e da França competiram apenas na prova de 18 km. Dezesseis esquiadores competiram em ambos os eventos.
Um total de 58 esquiadores de 11 países comepetiram nos Jogos:
| - AUT Áustria (3) - CAN Canadá (7) - FIN Finlândia (5) - FRA França (5) - ITA Itália (6) - JPN Japão (6) | - NOR Noruega (6) - POL Polônia (4) - SWE Suécia (6) - TCH Checoslováquia (4) - USA Estados Unidos (7) |